# 매직 더 개더링

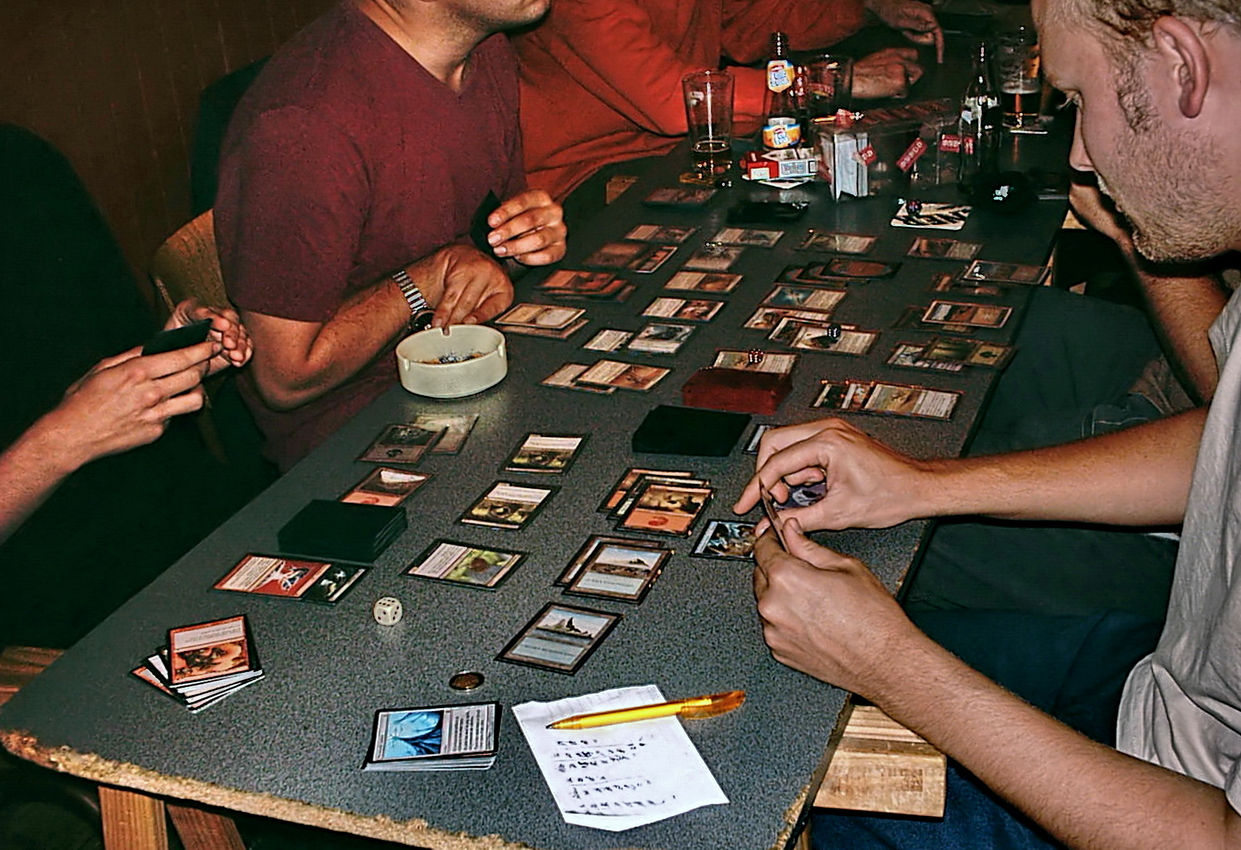

매직 : 더 개더링™(Magic: the Gathering™, 매직)은 1993년 발매된 세계 최초의 트레이딩 카드 게임으로, 현재 11개 언어로 발매되어, 70개 이상의 나라에서 즐기는 게임이다. 장대한 스토리를 바탕으로 15,000 종이 넘는 카드와, 20년이 넘는 긴 역사를 가지고 있다. 리차드 가필드(Richard Garfield)에 의해 개발되었으며, 제조사는 워저드 오브 더 코스트, 약칭은 Magic 또는 MTG이다.

## 카드

### 규격
주요 구성물은 카드이다. 일반적으로 카드라 함은 일정한 뒷면을 가지는 가로 63 mm, 세로 88 mm인 카드를 말한다. 뒷면에 "Deckmaster"라는 문구가 있기 때문에, 덱마스터 카드라고 불러야 하겠으나, 통상 구분없이 카드라고 부른다.

### 카드의 종류
카드의 종류는 아래의 여덟가지이다.
- 대지
- 생물
- 부여마법
- 마법물체
- 집중마법
- 순간마법
- 플레인즈워커
- Tribal

#### 대지
대지 카드는 한 턴에 한 번, 자신의 턴 메인 단계에, 우선권을 가지고, 스택이 비어 있을 때 플레이할 수 있다. 대지 카드는 주로 마나를 생성하는 역할을 하지만, 특수한 능력을 가지고 있는 경우도 있다. 대지는 기본 대지와 비기본 대지로 나눈다. 기본 대지는 들, 섬, 늪, 산, 숲, 불모지이다.

### 색
- 백색(W) - 들은 백색마나를 만드는 기본 대지이다.
- 청색(U) - 섬은 청색마나를 만드는 기본 대지이다.
- 흑색(B) - 늪은 흑색마나를 만드는 기본 대지이다.
- 적색(R) - 산은 적색마나를 만드는 기본 대지이다.
- 녹색(G) - 숲은 녹색마나를 만드는 기본 대지이다.

### 희귀도
매직의 카드는 아래의 순서에 따라 생산량이 각기 다르다. 커먼은 흔한 카드이며 미식 레어는 가장 구하기 힘든 카드이다.
- 기본 대지(Basic Lands, L)
- 커먼(Common, C)
- 언커먼(Uncommon, U)
- 레어(Rare, R)
- 미식레어(Mythic Rare, M)

부스터 팩에는 위에 설명된 희귀도의 카드 외에도 토큰이나 광고카드 등이 있다. 또한 판본에 따라 위에 설명하지 않은 특별한 희귀도를 두기도 한다.

## 판본
매년 새 판본(set)이 나오고 있다. 판본은 코어(core set)와 확장판(expension), 특별판(special set) 그리고 기념 카드(promotional card)등이 있다.

### 코어
코어는 가장 기본적인 카드들을 포함한다. 2016년 3월 현재 가장 최근의 코어는 매직 오리진이다.

### 확장판
확장판은 일전한 시나리오와 스토리를 가진 판본으로, 여러 확장판을 묶어 블럭(Block)을 이룬다.

## 판매 단위
매직의 판매 단위로, 부스터 팩, 팻 팩, 인트로 팩, 이벤트 덱 그리고 스페셜 에디션이 있다.

### 부스터 팩
부스터 팩(Booster Pack)은 매직 : 더 개더링의 기본 판매 단위이다. 부스터 팩 36개를 부스터 박스(DP)라고 하고, 부스터 박스 6개를 부스터 케이스라고 한다.
하나의 부스터에는 일반적으로 15장의 카드로 구성되며 아래의 구성물을 포함한다. 그러나 파본에 따라서는 구성이 달라지는 경우가 있다.
- 10장의 커먼(common) 카드
- 3장의 언커먼(uncommon) 카드
- 1장의 레어(rare) 카드 또는 미식레어(mythic rare) 카드
전설적 희귀 카드가 포함될 확률은 약 8분의 1로 알려져 있다.
- 1장의 기본 대지 카드
- 1장의 광고 카드, 토큰 카드, 휘장 카드, 또는 규칙 해설 카드

이 중 광고 카드, 토큰 카드, 휘장 카드, 규칙 해설 카드는 매직의 카드로 취급하지는 않는데, 정상정인 뒷면을 가지지 않기 때문에다. 따라서 매직의 부스터 팩은 15장 들이 부스터 팩이지, 16장 들이 부스터 팩이 아니다.

## 한글판 출시
기본판

4th Edition

5th Edition

확장판

Vision - Weatherlight

Tempest - Stronghold - Exodus

Urza`s Saga

2011년부터 다시 한글판으로 출시되었으며 한글판으로 나온 판본은 아래와 같다.
- 코어 세트
  - 매직:2012 코어 세트
  - 매직:2013 코어 세트
  - 매직:2014 코어 세트
  - 매직:2015 코어 세트
  - 매직:오리진 코어 세트

- 확장 세트
  - 이니스트라드 - 어둠의 강림 - 아바신의 귀환
  - 라브니카로의 귀환 - 충돌의 관문 - 용의 미로
  - 테로스 - 신들의 피조물 - 닉스로 가는길
  - 타르커의 칸 - 재창조된 운명 - 타르커의 용
  - 이니스트라드에 드리운 그림자

## 같이 보기
- 판타지 마스터즈
- 유희왕 (게임)
- 마운트 곡스